# Ginestarre
Ginestarre  es una localidad española del municipio de Esterri de Cardós, perteneciente a la provincia de Lérida, en la comunidad autónoma de Cataluña. Está ubicada en la ladera de una colina que forma parte de la elevación de los Pirineos en la frontera entre España y Francia.

## Historia
Hacia mediados del siglo XIX, el lugar, por entonces con ayuntamiento propio, tenía contabilizada una población de 53 habitantes. La localidad aparece descrita en el octavo volumen del Diccionario geográfico-estadístico-histórico de España y sus posesiones de Ultramar de Pascual Madoz de la siguiente manera:

GINESTARRE: l. con ayunt. en la prov. de Lérida (37 horas), part. jud. de Sort (10), aud. terr. y c. g. de Cataluña (Barcelona 54), dióc. de Urgel (16). sit. sobre una colina dominada por elevadas montañas: le combaten principalmente los vientos del N., y el clima frio, es propenso á pulmonias y reumas. Tiene 8 casas é igl. (La Asuncion de la Virgen), servida por un cura de nombramiento de S. M., ó del ordinario, segun los meses, pero siempre en concurso general. Confina el térm. N. con Boldis (á 3/4 de hora); E. y S. Esterri de Cardos (1/2), y O. Lladros (1): se encuentran en él varias fuentes naturales de aguas de buena calidad , aunque muy fuertes. El terreno flojo, montuoso y pedregoso en general es de inferior calidad: encontrándose en todas direcciones montes despoblados. caminos: el único que va á los pueblos limítrofes es de herradura y está en mal estado. La correspondencia se recibe de Llaborsi por cuenta de los interesados los jueves y domingos por la mañana  y sale martes y viernes por la tarde. prod.: trigo, cebada, centeno, patatas y heno; se cria ganado de toda clase, siendo preferido el vacuno, y hay caza de liebres y perdices. ind.: la agrícola y recria de ganado. pobl.: 9 vec., 52 alm. cap. imp.: 13,278 rs: contr.: el 14'28 por 100 de esta riqueza. presupuesto municipal 300 rs., que se cubren por reparto vecinal, de los cuales se pagan 40 al secretario del ayunt.
(Madoz, 1847, p. 423)

En la actualidad pertenece al municipio de Esterri de Cardós. En 2022, tenía empadronados 5 habitantes.